# Chikkagiriyanahalli, Sira
Chikkagiriyanahalli là một làng thuộc tehsil Sira, huyện Tumkur, bang Karnataka, Ấn Độ.